# 中国国家足球队比赛资料 (2020年-2029年)
本页记录中国国家足球队自2020年至2029年的正式比赛资料，正式比赛指中国参加且对手为其他国际足联会员足协代表队的比赛。

## 2021年
| 2021年5月30日 世界杯预选赛第二轮 | 關島                           | 0–7  | 中國                                                                                         | 中国，苏州                                                                            |
| 19:34 UTC+8                      | - 马龙·埃文斯 19' - 洛佩斯 19' | 報告 | - 武磊 20'（）, 55' - 金敬道 39' - 吴曦 61' - 艾克森 65' - 阿兰·卡瓦略 83', 87' - 明天 90+4' | 場館： 苏州奥林匹克体育中心 入場人數： 29,222 ： 阿赫罗尔·里斯库拉耶夫 (乌兹别克斯坦) |

| 2021年6月8日 世界杯预选赛第二轮 | 中國                        | 2–0  | 菲律賓 | 阿联酋，沙迦                       |
|                                 | - 武磊 57'（） - 吴兴涵 65' | 報告 |        | 場館： 沙迦体育场 ： 김희곤 (韩国) |

| 2021年6月12日 世界杯预选赛第二轮 | 中國                                                      | 5–0  | 馬爾地夫 | 阿联酋，沙迦                                            |
|                                  | - 刘彬彬 6' - 武磊 30' - 阿兰 67' - 张玉宁 69' - 谭龙 80' | 報告 |          | 場館： 沙迦体育场 入場人數： 0 ： Ahmad Al-Ali (科威特) |

| 2021年6月16日 世界杯预选赛第二轮 | 中國                                       | 3–1  | 叙利亚            | 阿联酋，沙迦                                                         |
|                                  | - 张稀哲 42' - 武磊 69'（） - 张玉宁 90+3' | 報告 | 艾亚斯·奥斯曼 50' | 場館： 沙迦体育场 入場人數： 0 ： 穆罕默德·塔基·阿尔·贾法里 (新加坡) |

| 2021年9月2日 世界杯预选赛第三轮 |                                                     | 3–0 | 中國 | 卡塔尔，多哈                                          |
|                                 | - 阿维·玛比 24' - 马丁·博伊尔 26' - 米切尔·杜克 70' |     |      | 場館： 哈利法国际体育场 入場人數： 0 ： 高亨进 (韩国) |

| 2021年9月7日 世界杯预选赛第三轮 | 中國 | 0–1 | 日本         | 卡塔尔，多哈                                                     |
|                                 |      |     | 大迫勇也 39' | 場館： 哈利法国际体育场 入場人數： 0 ： 纳瓦夫·舒赫拉拉 (卡塔尔) |

| 2021年10月7日 世界杯预选赛第三轮 | 中國                           | 3–2 | 越南                      | 阿联酋，沙迦                                             |
|                                  | - 张玉宁 52' - 武磊 74', 90+4' |     | - 胡晋才 79' - 阮进灵 89' | 入場人數： 0 ： 穆罕默德·阿卜杜拉·哈桑·穆罕默德 (阿联酋) |

| 2021年10月12日 世界杯预选赛第三轮 | 沙烏地阿拉伯                               | 3–2 | 中國                    | 沙特阿拉伯，吉达                                                              |
|                                   | - 薩米·納傑 15', 38' - 费拉斯·布拉伊坎 72' |     | - 洛国富 46' - 吴曦 87' | 場館： 阿卜杜拉国王体育城 入場人數： 54,124 ： Ilgiz Tantashev (乌兹别克斯坦) |

| 2021年11月11日 世界杯预选赛第三轮 | 中國     | 1–1 | 阿曼                | 阿联酋，沙迦                                               |
|                                   | 武磊 21' |     | 阿姆贾德·哈尔西 75' | 場館： 沙迦体育场 入場人數： 1,700 ： 西瓦功·布烏東 (泰国) |

| 2021年11月16日 世界杯预选赛第三轮 | 中國         | 1–1 |                 | 阿联酋，沙迦                                                 |
|                                   | 武磊 70'（） |     | 米切尔·杜克 38' | 場館： 沙迦体育场 入場人數： 1,050 ： 阿德汉·穆哈德马 (约旦) |

## 2022年
| 2022年1月27日 世界杯预选赛第三轮 | 日本                              | 2–0 | 中國 | 日本，埼玉市                                             |
|                                  | - 大迫勇也 13'（） - 伊东纯也 61' |     |      | 場館： 埼玉2002體育場 入場人數： 11,753 ： 高亨进 (韩国) |

| 2022年2月1日 世界杯预选赛第三轮 | 越南                                  | 3–1 | 中國       | 越南，河內                                                         |
|                                 | - 胡晋才 9' - 阮进灵 16' - 潘文德 76' |     | 徐新 90+7' | 場館： 美亭國家體育場 入場人數： 6,099 ： 纳瓦夫·舒赫拉拉 (卡塔尔) |

| 2022年3月24日 世界杯预选赛第三轮 | 中國           | 1–1 | 沙烏地阿拉伯        | 阿联酋，沙迦                                                                 |
|                                  | 朱辰傑 82'（） |     | 萨利赫·谢赫里 45+1' | 場館： 沙迦体育场 入場人數： 200 ： 穆罕默德·阿卜杜拉·哈桑·穆罕默德 (阿聯酋) |

| 2022年3月29日 世界杯预选赛第三轮 | 阿曼                                        | 2–0 | 中國 | 阿曼，马斯喀特                                                |
|                                  | - 艾爾沙德·阿拉維 12' - 阿卜杜拉·法瓦茲 74' |     |      | 場館： 苏丹卡布斯综合运动场 入場人數： 2,500 ： 高亨进 (韩国) |

| 2022年7月20日 东亚足球锦标赛 | 中國 | 0–3  |                                                  | 日本，豐田市                                                      |
| 18:00 UTC+8                  |      | 報告 | - 朱辰傑 39'（乌龙球） - 權昶勳 54' - 曹圭成 80' | 場館： 豐田體育場 入場人數： 200 ： Akhrol Riskullaev（烏茲別克） |

| 2022年7月24日 东亚足球锦标赛 | 日本 | 0–0  | 中國 | 日本，豐田市                                                          |
| 18:20 UTC+8                  |      | 報告 |      | 場館： 豐田體育場 入場人數： 10,526 ： Nivon Robesh Gamini (斯里兰卡) |

| 2022年7月27日 东亚足球锦标赛 | 中國       | 1–0  | 香港 | 日本，豐田市                                                   |
| 15:00 UTC+8                  | - 譚龍 67' | 報告 |      | 場館： 豐田體育場 入場人數： 200 ： Mongkolchai Pechsri (泰国) |

## 2023年
| 2023年3月22日 友谊赛 | 新西兰 | 0–0  | 中國 | 新西蘭，奥克兰（北岸市）                                       |
| 14:00 UTC+8          |        | 報告 |      | 場館： 北港灣體育場 入場人數： 12,049 ： 西瓦功·布乌东（泰国） |

| 2023年3月26日 友谊赛 | 新西兰                                   | 2–1  | 中國       | 新西蘭，惠灵顿                                              |
| 11:00 UTC+8          | - 朱辰杰 42'（乌龙球） - 马修·加伯特 81' | 報告 | 巴顿 90+2' | 場館： 威靈頓地區體育場 入場人數： 10,307 ： 김우성（韩国） |

| 2023年6月16日 友谊赛 | 中國                                      | 4–0  | 緬甸 | 中国，大连                                                  |
| 18:00 UTC+8          | - 张琳芃 29' - 林良铭 35' - 武磊 75', 81' | 報告 |      | 場館： 大连梭鱼湾足球场 入場人數： 27,651 ： 谷本凉（日本） |

| 2023年6月20日 友谊赛 | 中國                    | 2–0  | 巴勒斯坦 | 中国，大连                                                    |
| 18:00 UTC+8          | - 武磊 34' - 蒋光太 65' | 報告 |          | 場館： 大连梭鱼湾足球场 入場人數： 16,151 ： 山本熊大（日本） |

| 2023年9月9日 友谊赛 | 中國       | 1–1  | 马来西亚        | 中国，成都                                                                          |
| 19:35 UTC+8         | 林良铭 36' | 報告 | 法赛尔·哈林 11' | 場館： 凤凰山体育公园专业足球场 入場人數： 26,138 ： Abdulhadi Al Rowaily（卡塔尔） |

| 2023年9月12日 友谊赛 | 中國 | 0–1  | 叙利亚            | 中国，成都                                                                    |
| 19:35 UTC+8          |      | 報告 | 塔耶尔·克鲁马 59' | 場館： 凤凰山体育公园专业足球场 入場人數： 12,367 ： Sami Ahmed（沙特阿拉伯） |

| 2023年10月10日 友谊赛 | 中國                      | 2–0                  | 越南 | 中国，大连                                                     |
| 19:35 UTC+8           | - 王秋明 56' - 武磊 90+8' | 报告(CFA) 报告(FIFA) |      | 場館： 大连市体育中心体育场 入場人數： 9,219 ： 胡春星（香港） |

| 2023年10月16日 友谊赛 | 中國       | 1–2  |                                       | 中国，大连                                                      |
| 19:35 UTC+8           | 韦世豪 41' | 報告 | - 舒库罗夫 79'（） - 伊斯坎德罗夫 86' | 場館： 大连市体育中心体育场 入場人數： 12,868 ： 谭炳焕（香港） |

| 2023年11月16日 世界杯预选赛第二轮 | 泰國       | 1–2  | 中國                    | 泰国，曼谷                                                                        |
| 20:30 UTC+8                       | 沙拉奇 23' | 報告 | - 武磊 29' - 王上源 74' | 場館： 拉贾曼加拉国家体育场 入場人數： 35,009 ： 萨勒曼·艾哈迈德·法拉希（卡塔尔） |

| 2023年11月21日 世界杯预选赛第二轮 | 中國 | 0–3  |                                    | 中国，深圳                                                                                          |
| 20:00 UTC+8                       |      | 報告 | - 孙兴慜 11'（）, 45' - 鄭昇炫 87' | 場館： 深圳世界大学生运动会体育中心体育场 入場人數： 39,969 ： 阿卜杜勒拉赫曼·阿尔·贾西姆（卡塔尔） |

| 2023年12月29日 友誼賽 | 阿曼                                      | 2–0 | 中國 | 阿聯酋，阿布達比                                                        |
| 23:15 UTC+8           | - 艾尔沙德·阿拉维 49' - 穆赫辛·加萨尼 65' |     |      | 場館： 巴尼亚斯体育场 入場人數： 0（封闭比赛） ： 叶海亚·穆拉（阿联酋） |

## 2024年
| 2024年1月1日 友誼賽 | 中國    | 1–2 | 香港            | 阿聯酋，阿布達比                                                        |
| 21:30 UTC+8         | 谭龙 9' |     | 潘沛軒 51', 59' | 場館： 巴尼亚斯体育场 入場人數： 0（封闭比赛） ： 叶海亚·穆拉（阿联酋） |

| 2024年1月13日 亚洲杯 | 中國 | 0–0  |  | 卡塔尔，多哈                                                                             |
| 22:30 UTC+8          |      | 報告 |  | 場館： 阿卜杜拉·本·哈里發體育場 入場人數： 4,001 ： 穆罕默德·哈立德·胡韦什（沙特阿拉伯） |

| 2024年1月17日 亚洲杯 | 黎巴嫩 | 0–0  | 中國 | 卡塔尔，多哈                                            |
| 20:30 UTC+8          |        | 報告 |      | 場館： 圖瑪瑪體育場 入場人數： 14,137 ： 高亨进（韩国） |

| 2024年1月23日 亚洲杯 |                 | 1–0  | 中國 | 卡塔尔，賴揚                                                           |
| 00:00 UTC+8          | 哈桑·海多斯 66' | 報告 |      | 場館： 哈利法國際體育場 入場人數： 42,104 ： 阿卜杜拉·贾玛利（科威特） |

| 2024年3月21日 世界杯预选赛第二轮 | 新加坡                                | 2–2  | 中國            | 新加坡，加冷                                                         |
| 21:30 UTC+8                      | - 法里斯·拉姆利 53' - 雅各布·马勒 81' | 報告 | 武磊 10', 45+2' | 場館： 新加坡国家体育场 入場人數： 28,414 ： 肖恩·埃文斯（澳大利亚） |

| 2024年3月26日 世界杯预选赛第二轮 | 中國                                          | 4–1  | 新加坡            | 中国，天津                                                           |
| 20:00 UTC+8                      | - 武磊 21', 85' - 费南多 65'（） - 韦世豪 90' | 報告 | 法里斯·拉姆利 22' | 場館： 天津奥体中心体育场 入場人數： 42,977 ： 奥马尔·阿里（阿联酋） |

| 2024年6月6日 世界杯预选赛第二轮 | 中國                      | 1–1 | 泰國              | 中国，沈阳                                                          |
| 20:00 UTC+8                     | - 拜合拉木·阿卜杜外力 79' |     | - 素帕触·讪差 20' | 場館： 沈阳奥林匹克体育中心 入場人數： 46,979 ： Ilgiz Tantashev () |

| 2024年6月11日 世界杯预选赛第二轮 |            | 1–0 | 中國 | 韩国，首尔            |
| 19:00 UTC+8                      | 李刚仁 61' |     |      | 場館： 首尔世界杯球场 |

| 2024年9月5日 世界杯预选赛第三轮 | 日本                                                                                           | 7–0 | 中國 | 日本，埼玉            |
| 18:35 UTC+8                     | - 远藤航 12' - 三笘薰 45+2' - 南野拓实 52', 58' - 伊东纯也 77' - 前田大然 87' - 久保建英 90+5' |     |      | 場館： 埼玉2002体育场 |

| 2024年9月10日 世界杯预选赛第三轮 | 中國                          | 1–2 | 沙烏地阿拉伯                               | 中国，大连                  |
| 20:00 UTC+8                      | - 阿里·阿劳杰米 14'（乌龙球） |     | - 哈桑·卡德什 39', 90' - 穆罕默德·卡努 19' | 場館： 大连梭鱼湾专业足球场 |

| 2024年10月10日 世界杯预选赛第三轮 |                                                               | 3–1 | 中國                                 | 澳大利亚，阿德莱德          |
| 17:10 UTC+8                       | - 刘易斯·米勒 45+2' - 克雷格·古德温 53' - 尼山.韦卢皮莱 90+2' |     | - 谢文能 20' - 李磊 36' - 王上源 66' | 場館： 阿德莱德椭圆形体育场 |

| 2024年10月15日 世界杯预选赛第三轮 | 中國                                   | 2–1 | 印度尼西亞      | 中国，青岛        |
| 20:00 UTC+8                       | - 拜合拉木·阿卜杜外力 21' - 张玉宁 40' |     | - 托姆·海耶 86' | 場館： 青春足球场 |

| 2024年11月14日 世界杯预选赛第三轮 | 巴林                  | 0–1 | 中國           | 巴林，里法            |
| 22:00 UTC+8                       | - 瓦利德·哈亚姆 90+9' |     | - 张玉宁 90+1' | 場館： 巴林国家体育场 |

| 2024年11月19日 世界杯预选赛第三轮 | 中國         | 1–3 | 日本                               | 中国，厦门            |
| 20:00 UTC+8                       | - 林良铭 48' |     | - 小川航基 39', 54' - 板仓滉 45+6' | 場館： 厦门白鹭体育场 |

## 2025年
| 2025年3月16日 友誼賽 | 科威特 | 1–3 | 中國 | 阿聯酋，迪拜 |
| 1:30 UTC+8           |        |     |      |              |

| 2025年3月21日 世界杯预选赛第三轮 | 沙烏地阿拉伯        | 1–0 | 中國                        | 沙特阿拉伯，利雅德                                                   |
| 2:15 UTC+8                       | - 萨利姆·多萨里 50' |     | - 王上源 21' - 林良铭 45+1' | 場館： 沙特国王大学体育场 入場人數： 24,742 ： 奥尔马·阿里（阿联酋） |

| 2025年3月25日 世界杯预选赛第三轮 | 中國         | 0–2 |                                       | 中国，杭州市                                                             |
| 19:00 UTC+8                      | - 谢文能 13' |     | - 杰克逊·欧文 16' - 尼山·韦卢皮莱 29' | 場館： 杭州奥体中心体育场 入場人數： 70,588 ： 穆乌德·邦亚迪法德（伊朗） |

| 2025年6月5日 世界杯预选赛第三轮 | 印度尼西亞            | 1–0  | 中國 | 印度尼西亚，雅加达                                                  |
| 20:45 UTC+7                     | - 奥莱·罗梅尼 45'（） | 報告 |      | 場館： 朋卡諾體育場主場館 入場人數： 69,661 ： Rustam Lutfullin（） |

| 2025年6月10日 世界杯预选赛第三轮 | 中國               | 1–0  | 巴林 | 中国，重庆市                                                            |
| 19:00 UTC+8                      | - 王钰栋 90+3'（） | 報告 |      | 場館： 重庆龙兴足球场 入場人數： 51,236 ： 阿德尔·阿里·纳克比（阿联酋） |

| 2025年7月7日 东亚足球锦标赛 |                                       | 3–0 | 中國 | 韩国，龙仁市                                                    |
| 20:00 UTC+8                 | - 李東炅 8' - 周敏圭 21' - 金朱晟 56' |     |      | 場館： 龙仁龙体育场 入場人數： 4,426 ： Tuan Yaasin（馬來西亞） |

| 2025年7月11日 东亚足球锦标赛 | 日本                          | 2–0 | 中國 | 韩国，龙仁市                                                  |
| 19:24 UTC+8                  | - 細谷真大 11' - 望月海輝 63' |     |      | 場館： 龙仁龙体育场 入場人數： 1,661 ： 西瓦功·布烏東（泰國） |

| 2025年7月15日 东亚足球锦标赛 | 中國         | 1–0 | 香港 | 韩国，龙仁市        |
| 15:00 UTC+8                  | - 黄政宇 20' |     |      | 場館： 龙仁龙体育场 |